# Nævus bleu

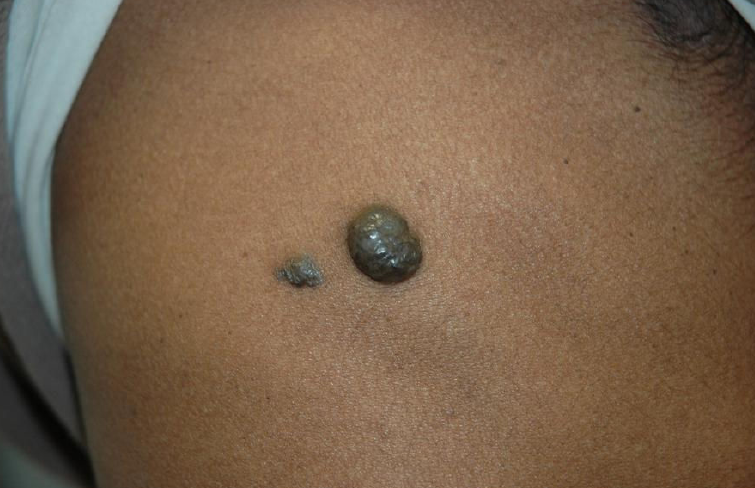
Exemple de nævus bleu, avec deux hémangiomes cutanés sur le thorax d'un patient atteint du syndrome du naevus de saignement bleu

Les Naevus bleus (parfois nommé «neuronevus bleu», «mélanocytome dermique» ou «naevus coeruleus») désigne une catégorie des tumeurs mélanocytiques, acquise ou congénitale. Cette prolifération mélanocytaire est presque toujours bénigne.
Ils produisent beaucoup de mélanine en raison d'une prolifération locale de mélanocytes. Ils sont généralement solitaires. L'agrégation cellulaire se situe généralement sous le derme ou la sous-muqueuse ce qui explique sa pigmentation et son aspect bleuté.
Ce type de naevus apparait dans l'enfance ou chez le jeune adulte, souvent sur le dos des mains (parfois dans le cuir chevelu et exceptionnellement dans la matrice de l'ongle), les pieds ou la tête. 
Le vrai naevus bleu est bénin mais certains mélanomes peuvent lui ressembler,. En cas de doute sur son caractère bénin, une analyse histologique permet d'éliminer ou confirmer un mélanome. Le naevus bleu est très souvent de petite taille ; 

## Classification
On distingue plusieurs types de naevus bleus :p701 :
- Naevus bleu en patch (= «mélanocytose dermique acquise» ou «hamartome mélanocytaire dermique») ; c'est une lésion cutanée caractérisée par une zone de couleur gris-bleu diffus avec éventuellement des macules plus foncées superposées[2] ;
- Naevus bleu de Jadassohn-Tièche (= «naevus bleu commun» = «naevus ceruleus»), caractérisé par une papule ou un nodule bleu acier[8]:p701 ;
- Naevus bleu cellulaire, caractérisé par de gros nodules fermes, bleus à bleu-noirs[8]:701 ; rem : on parle de naevus bleu cellulaire atypique pour décrire les formes intermédiaires entre le naevus bleu cellulaire et le Naevus bleu malin[9],[10],[11] (voir plus bas) ; il présente des cellules sans mitoses atypiques mais avec des nécrose ;
- Naevus bleu épithélioïde, le plus souvent observée chez les patients atteints du complexe de Carney[8]:p701 ;
- Naevus pénétrant profond ; un type de tumeur cutanée mélanocytaire bénigne caractérisée, comme son nom l'indique, par une pénétration dans le derme profond voire dans la couche sous-cutanée. Parfois l'histologie révèle des figures mitotiques ou une cytologie mélanocytaire atypique, pouvant évoquer un mélanome malin. Une évaluation par un dermatologue expert est parfois requise pour différencier le naevus bleu d'un mélanome invasif[8]:p701 ;
- Naevus bleu amélanotique (non pigmenté) ou «naevus bleu hypomélanotique» (peu pigmenté) est possible, plus ou moins atypique, avec pléomorphisme [8]:p701 ;
- Naevus bleu malin, qui est une tumeur agressive[12], caractérisée par un schéma histologique de croissance en feuille, avec des mitoses, une nécrose et une atypie cellulaire[8]:p701 ; il a métastases ganglionnaires dans 80% à 90% des cas[13],[14].

Des formes « géantes » existent (très rares, elles sont parfois observées à la naissance). Elles peuvent se compliquer, et sont de traitement difficile.

## Histologie

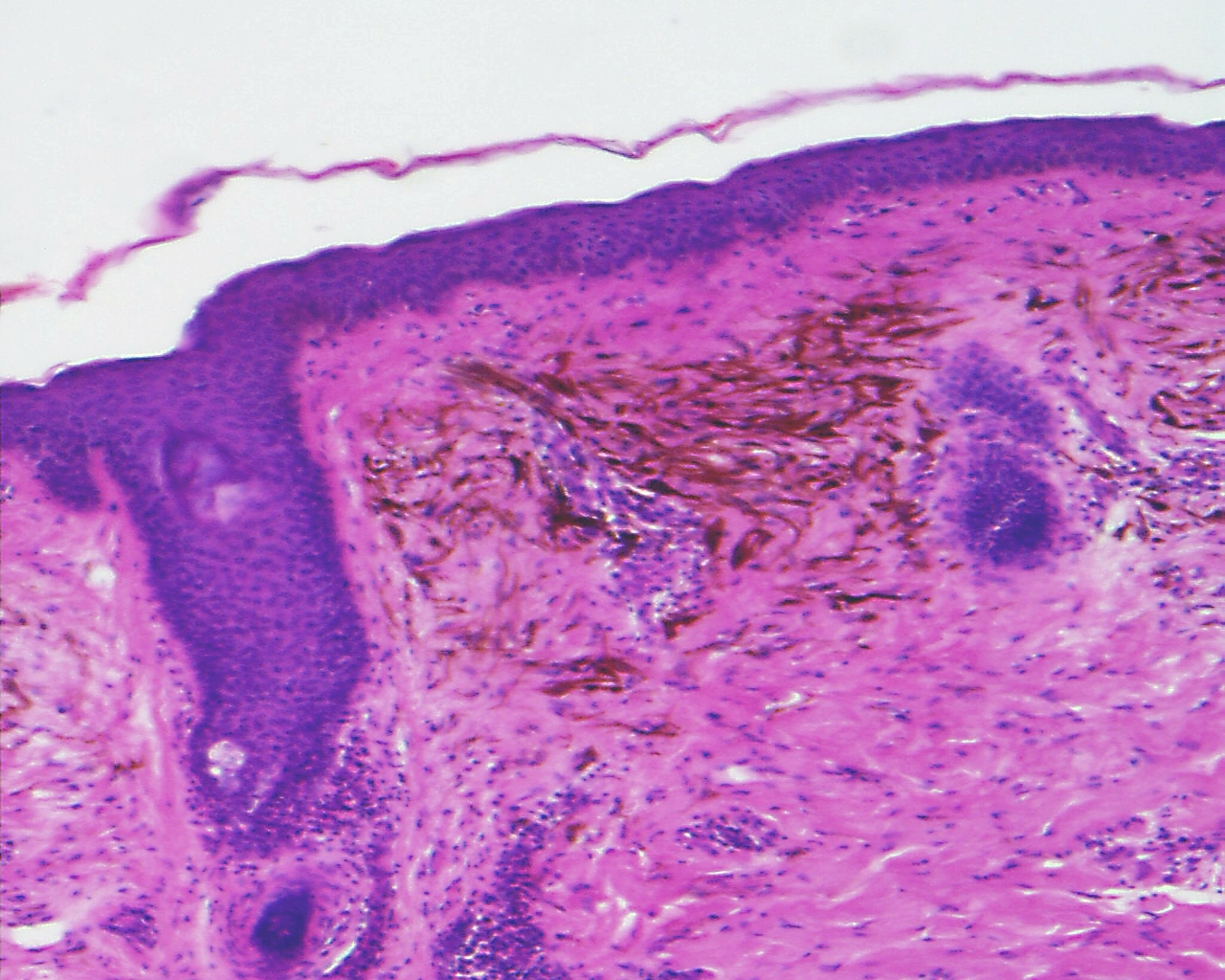
Naevus bleu
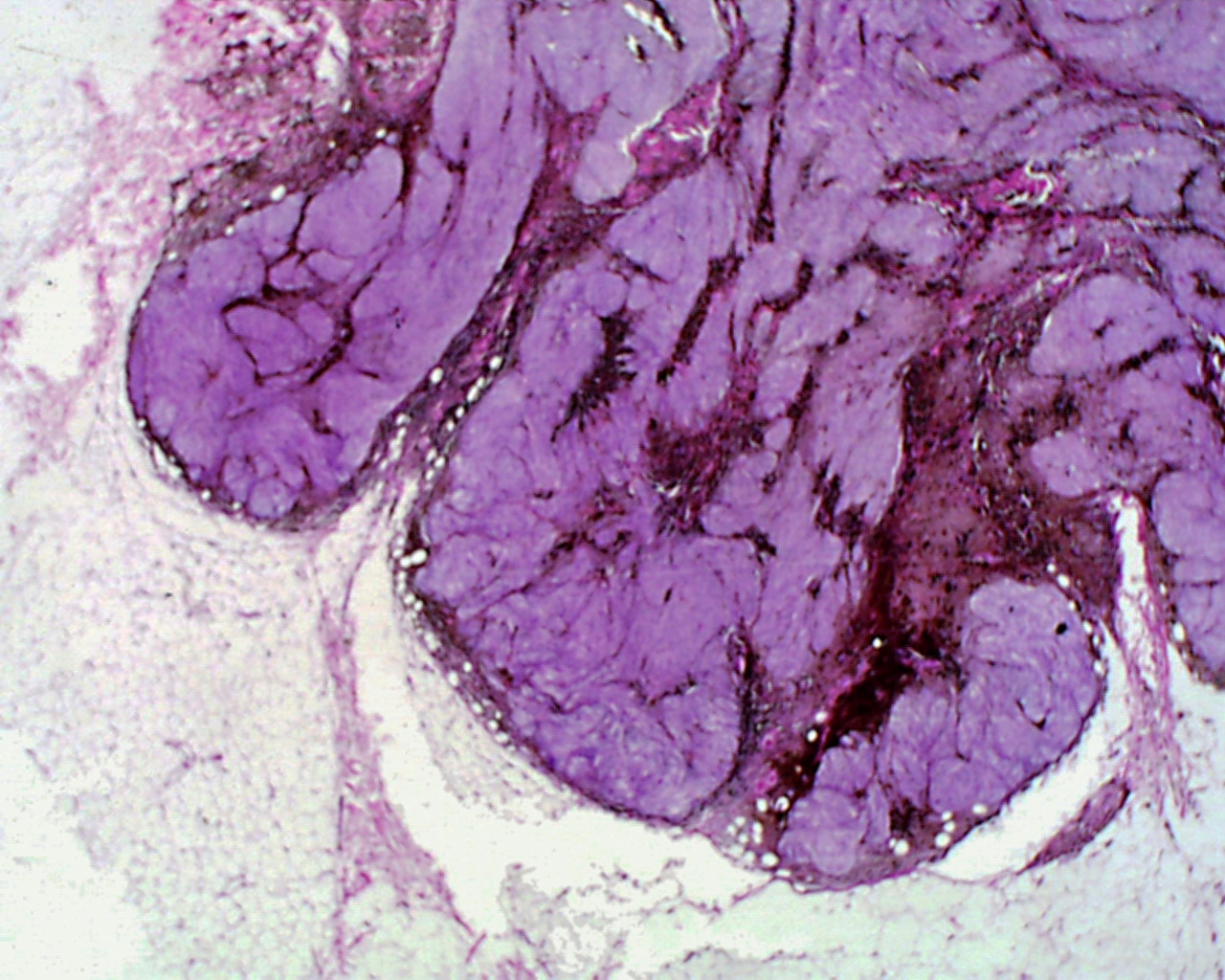
Naevus bleu cellulaire
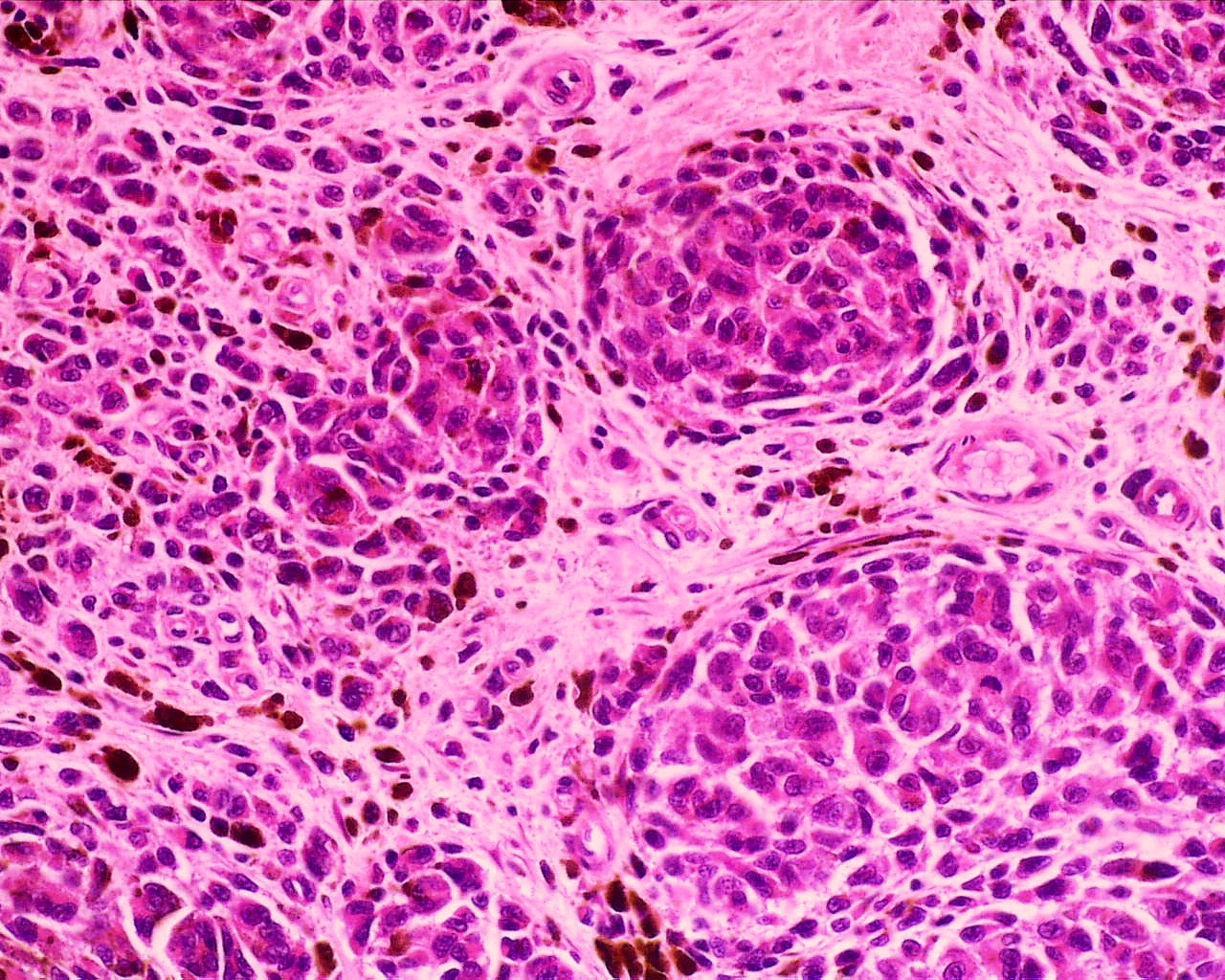
Naevus bleu épithélioïde
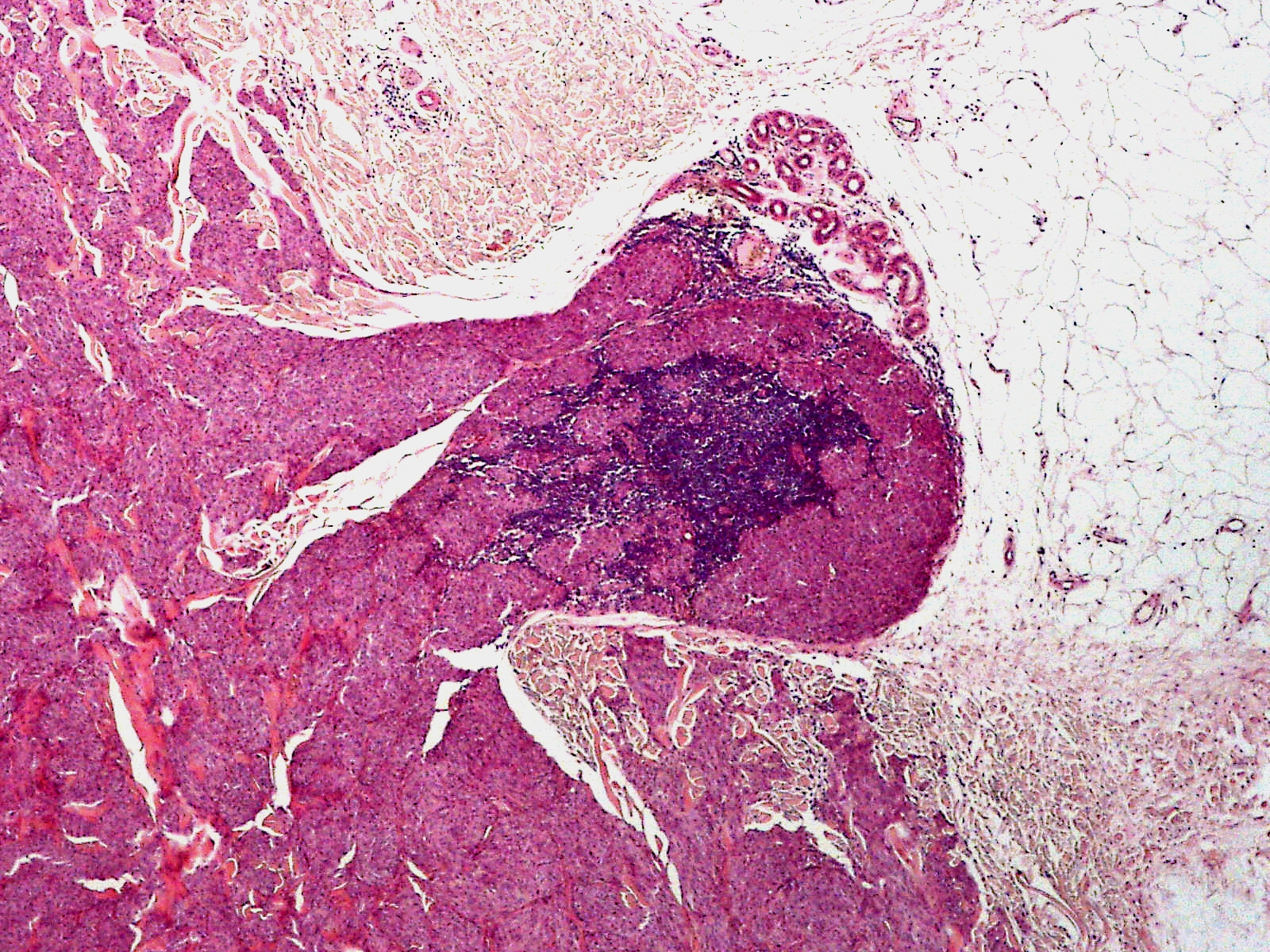
Naevus bleu malin

## Cas familiaux
Il existe des cas familiaux rarissimes, montrant qu'une variante de type génodermatose existe. 
Seuls 3 cas avaient été décrits par la littérature médicale jusqu'en 2017. 
- Les deux premiers cas familiaux étaient liés au syndrome de Carney et associé à des lentigines, des myxomes (cardiaques, cutanés, mammaires) et des anomalies endocriniennes dans deux cas[4].
- la troisième forme familiale présentait des nævus bleus multiples du cuir chevelu, dans une famille tunisienne, avec probable alopécie cicatricielle, sans pathologies cardiaques, tumorales ou endocriniennes notable ni de notion de consanguinité ; et avec probable transmission autosomique dominante (selon l'arbre généalogique de la famille)[4].